# North Texas Soccer Club
El North Texas Soccer Club es un club de fútbol profesional de la ciudad de la ciudad de Arlington, Texas, Estados Unidos, y juega en la MLS Next Pro, el tercer nivel del fútbol estadounidense. El equipo es propiedad del FC Dallas de la Major League Soccer. Juega sus encuentros de local en el Globe Life Park in Arlington, antiguo estadio del equipo de béisbol, Texas Rangers.

## Historia
El 2 de noviembre de 2018 se anunció que el FC Dallas ganó un cupo en la nueva tercera división de la United Soccer League para la temporada 2019. El 6 de noviembre se publicó al North Texas SC como equipo reserva del club.
El North Texas se consagró campeón de la USL League One en su primera temporada.
Tras tres temporadas en la League One, en 2022 se incorporó a la nueva MLS Next Pro.

## Organigrama deportivo

### Jugadores
Incluye jugadores a prueba y a préstamo del primer equipo del Football Club Dallas.

### Entrenadores
- Eric Quill (2018-2021)
- Pa-Modou Kah (2022-2023)
- Javier Cano Gallego (2023)
- John Gall (2023-act,)

## Trayectoria

### Año a año
| Temporada | USL League One | USL League One | USL League One | USL League One | USL League One | USL League One | USL League One | USL League One | Playoffs         | US Open Cup  | Goleador      | Goleador | Goleador |
| Temporada | PJ             | V              | E              | D              | GF             | GC             | Pts            | Posición       | Playoffs         | US Open Cup  | Jugador       | Goles    |          |
| --------- | -------------- | -------------- | -------------- | -------------- | -------------- | -------------- | -------------- | -------------- | ---------------- | ------------ | ------------- | -------- | -------- |
| 2019      | 28             | 17             | 5              | 6              | 53             | 31             | 56             | 1º             | Campeones        | No participa | Ronaldo Damus | 16       |          |
| 2020      | 16             | 7              | 6              | 3              | 27             | 19             | 27             | 3º             | No clasificó     | No participa | Ronaldo Damus | 5        |          |
| 2021      | 28             | 10             | 10             | 8              | 40             | 32             | 40             | 6º             | Cuartos de final | No participa | Gibran Rayo   | 7        |          |

## Palmarés

### Títulos nacionales
| Competición nacional                     | Títulos | Subcampeonatos |
| ---------------------------------------- | ------- | -------------- |
| USL League One (1/0)                     | 2019    |                |
| USL League One (temporada regular) (1/0) | 2019    |                |